# Voyageur Airways
Voyageur Airways — канадская авиакомпания со штаб-квартирой в городе Норт-Бэй (Онтарио), работающая на рынке чартерных воздушных перевозок и обеспечивающая работу мобильных служб скорой медицинской помощи (санитарная авиация).

## Общие сведения
Voyageur Airways была основана в 1968 году. Первоначально компания выполняла чартерные пассажирские рейсы, затем вышла на рынок технического обслуживания и ремонта воздушных судов, а позже начала предоставлять по контракту свои самолёты для использования их в роли воздушных судов санитарной авиации. Компания также обеспечивает наземное обслуживание, заправку самолётов топливом в Аэропорту имени Джека Гарленда и предоставляет услуги терминального обслуживания в этом же аэропорте.
Самолёты авиакомпании Voyageur Airways работают по контрактам с Организацией Объединённых Нацией и Североатлантическим Альянсом в Афганистане, Демократической Республике Конго, Чаде, Кот-д'Ивуаре и Судане.

## Флот
По состоянию на апрель 2010 года флот авиакомпании Voyageur Airways составляли следующие воздушные суда, официально зарегистрированные в Министерстве транспорта Канады: